# Priolepis ascensionis
Priolepis ascensionis és una espècie de peix de la família dels gòbids i de l'ordre dels cipriniformes que es troba a Santa Helena.